# 금주초등학교
금주초등학교(金珠初等學校)는 대한민국 경기도 포천시에 있었던 공립 초등학교이다.

## 학교 연혁
- 1941.09.01 금주국민학교 개교
- 1944.03.24 제1회 졸업
- 1996.03.01 금주초등학교 명칭 변경
- 2016.09.01 제28대 이광현 교장 부임
- 2015.02.13 제74회 졸업식(4명 졸업) 총 2799명
- 2020.03.01 6학급 편성(유치원 1학급)
- 2022.03.01 폐교 및 포담초등학교로 통폐합[2]

## 같이 보기
- 영평초등학교
- 영중초등학교